# 1652
1652 (MDCLII) var ett skottår som började en måndag i den gregorianska kalendern och ett skottår som började en torsdag i den julianska kalendern.

## Händelser

### Januari
- 24 januari – Gränna stad får stadsprivilegium.[1] av Per Brahe d.y.

### April
- 8 april – Kapstaden grundas av Jan van Riebeeck som en proviantbas för det Holländska Ostindiska Kompaniet.

### Augusti
- Augusti – Vid en omfattande skogsbrand i Småland förstörs bondgårdar, torp och kyrkor.[2]

### September
- 8 september – Karlstad drabbas av en stadsbrand.[2]
- 29 september – Stockholm drabbas av en eldsvåda som bränner ner stora delar av Norrmalm, hela delen öster om Brunkeberg.[2]

### Okänt datum
- Handelskrig utbryter mellan Nederländerna och England. Sverige ställer sig på Englands sida, medan Danmark ställer sig på Nederländernas sida.
- De svenska bönderna kräver minskat tryck från adeln på skattebönderna och ett stopp för nya donationer. Trots protesterna når svenska kronans godsdonationer till adeln nu sin kulmen.
- De katolska agenterna i Stockholm lämnar bud till påven om att drottning Kristina har beslutat att konvertera till katolicismen.
- Olof Rudbeck demonstrerar i Uppsala sin epokgörande upptäckt av lymfkärlen.
- Gabriel Oxenstierna övergår från riksskattmästarämbetet till riksamiralämbetet.
- Magnus Gabriel De la Gardie blir ny svensk riksskattmästare.
- En 18 man stark ensemble av italienska musiker, under ledning av Vincenzo Albrici, anländer till Sverige från Rom.
- Vaxholms stad anläggs.
- Sveriges äldsta bevarade milstolpe uppsätts i Kopparbergs län (den finns numera på Skansen).
- Ett rykte om att den vandrande juden Ahasverus ska ha setts i Skara får drottning Kristina att kräva, att han infångas, för att visas upp vid hovet, dock utan resultat.

## Födda
- 7 april – Clemens XII, född Lorenzo Corsini, påve 1730–1740.
- 21 april – Michel Rolle, fransk matematiker.
- 25 april – Boris Sjeremetiev, rysk fältmarskalk.
- 27 maj – Elisabeth Charlotte, fransk prinsessa och memoarskrivare.

## Avlidna
- 30 januari – Georges de La Tour, fransk konstnär, målare.
- 11 maj - Eva Ment, holländsk kolonist.
- 15 maj – Svante Larsson Sparre.
- 8 juni – Johan Kasimir av Pfalz-Zweibrücken, tysk greve, pfalzgreve och hertig, informell innehavare av det svenska riksskattmästareämbetet 1622–1634, gift med Gustav II Adolfs syster Katarina och far till Karl X Gustav.
- 19 juni – Louis De Geer, svensk industri- och finansman av vallonskt ursprung.
- 29 juli – Fredrik Gustafsson Stenbock, svensk militär och ämbetsman.
- 12 augusti – Jakob De la Gardie, svensk greve och fältherre, riksmarsk sedan 1620.
- 12 september – Johann von Werth, tysk general.
- 22 oktober – Johannes Bureus, svensk fornforskare, språkman och mystiker.

### Fotnoter
1. ↑  ”Årtal och händelser i Jönköping”. Arkiverad från originalet den 4 mars 2016. https://web.archive.org/web/20160304212124/http://maltell.se/historia/databas/search/kronologiviewmobil1600.php.
2. 1 2 3  ”Värmlands brandhistoriska klubb”. Arkiverad från originalet den 12 oktober 2011. https://www.webcitation.org/62NB7kO36?url=http://www.brandhistoriska.org/olyckor_se.html. Läst 25 mars 2011.